# 大塚俊介
大塚 俊介（おおつか しゅんすけ、1982年5月7日 - ）は、北海道出身のサッカー指導者。

## 来歴
2008年1月15日、ロアッソ熊本のフィジカルコーチに就任した。4年間熊本のフィジカルコーチを務めた後、2012年よりジェフユナイテッド市原・千葉に移籍した。
2015年、コンサドーレ札幌のフィジカルコーチに就任。
2025年、FC町田ゼルビアのフィジカルコーチに就任。

## 所属クラブ
- 横浜マリノスジュニアユース
- 船橋市立船橋高等学校サッカー部
- 国際武道大学サッカー部

## 指導歴
- 2005年2月 - 同年9月 国際武道大学サッカー部 フィジカルコーチ
- 2005年10月 - 2007年 船橋市立船橋高等学校サッカー部 フィジカルコーチ
- 2008年 - 2011年 ロアッソ熊本 フィジカルコーチ
- 2012年 - 2014年 ジェフユナイテッド市原・千葉 フィジカルコーチ
- 2015年 - 2024年 コンサドーレ札幌 / 北海道コンサドーレ札幌 フィジカルコーチ
- 2025年 - FC町田ゼルビア フィジカルコーチ